# Лавришівський монастир
Свято-Єлисеївський Лавришівський чоловічий монастир (біл. Свята-Елісееўскі Лаўрышаўскі мужчынскі манастыр) — один з найстарших православних монастирів Білорусі. Знаходиться справа від Німана, зліва — невелике село Гнесичі Новогрудського району (300 мешканців).

## Історія
Свято-Єлисеївський Лавришівський чоловічий монастир заснований близько 1260 року сином литовського князя Міндовга, Войшелком (Лаврентієм), можливо саме в честь свого засновника пізніше ця місцевість отримала цю назву (Лавришево).
Першим настоятелем монастиря був Єлисей. За переказами, він був убитий (23 жовтня/5 листопада) божевільним ченцем, який вилікувався від безумства, доторкнувшись до нього під час вбивства. Єлисей був похований в монастирському храмі. Існує багато легенд, ніби безліч людей зцілилось, приклонившись перед його мощами.
Близько 1329 р. було написано Лавришівське євангеліє. Із записів в цьому Євангелії відомо, що монастир називався «Пресвятої Богородиці Лаврившевський монастир». Відомо також, що на той час в ньому діяли храми Воскресіння та Різдва Пресвятої Богородиці. Також при монастирі діяли школа та бібліотека.
За переказами, у 1508 р. татарам, підступившими до Новогрудка, здалося, що на монастирському подвір'ї знаходиться велика кількість кавалерії, хоча там не було жодного вершника. Злякавшись, татари відступили. Начебто мощі Єлисея не допустили ворогів до монастиря, за це диво Єлисей у 1514 р. на соборі у Вільні був канонізований митрополитом Йосифом Солтаном.
Монастирський комплекс було відбудовано близько 1775 р. Він складався з дерев'яних будівель: житлового корпусу, церкви та дзвіниці, а також з невеликою кам'яною будівлею, де знаходилися бібліотека та склад. У 1824 р. в монастирі було 5 мешканців, бібліотека налічувала 500 томів. У 1836 р. монастир був закритий. Ікони Спасителя і Богородиці були перенесені в Деречінську церкву.
У 1913 р. завдяки Митрофану (Краснопільському, пом. 1919) і графу Костянтину Аполінарійовичу Хребтовичу-Бутеньову монастир був відновлений близько с. Гнесичі. Митрофан (Краснопільський), ставши єпископом Мінським і Туровським, 14/27 липня здійснив чин освячення храму. Храм був освячений на честь пророка Єлисея. Крім побудованої церкви, відомий також проект храму-дзвіниці, датований 1912 р. Був побудований житловий корпус і будинок для прочан. Але у 1914 р. розпочалась 1-а світова війна. В 1915 р. в результаті бойових дій згорів храм, а будівлі були зруйновані, ченці змушені були покинути обитель. З часом, місцевість, де стояв храм і монастирські будівлі, стала заростати сосновим лісом, і хтось, аби не забулось місце, посадив на ньому кущ бузку.
У 1993 р. архієпископ Білостоцький і Гданський Сава (Грицуняк) і єпископ Новогрудський і Лідський Костянтин (Гарана) здійснили освячення місця близько с. Гнесичі, де стояв монастирський храм. У 1997 р. почалося будівництво. У 1998 р. було зроблено внутрішнє оздоблення і, на початку листопада 1998 р. єпископом Новогрудським і Лідським Гурієм (Апалько) храм був освячений на честь преподобного Єлисея Лаврішевского. З 2001 р. при храмі зареєстрована парафіальна громада — прихід преподобного Єлисея Лавришевського. 15 серпня 2007 р. рішенням Священного Синоду Білоруської Православної Церкви прихід перетворений у Свято-Єлисеївський Лавришівський чоловічий монастир.
У Лавришевому, на місці первісного розміщення монастиря, проводяться археологічні дослідження, в ході яких було виявлено, зокрема, старовинну печатку-матрицю.